# Luolajärvi (sjö, lat 65,75, long 25,60)
Luolajärvi är en sjö i Finland. Den ligger i kommunen Simo i landskapet Lappland, i den norra delen av landet, 600 km norr om huvudstaden Helsingfors. Luolajärvi ligger 89,5 meter över havet. Arean är 1,64 kvadratkilometer och strandlinjen är 5,52 kilometer lång. Sjön  ingår i Simo älvs huvudavrinningsområde. 